# Delek Group
Delek Group Ltd. ist ein börsennotierter israelischer, vorwiegend in der Energiebranche tätiger Mischkonzern mit Firmensitz in Netanja. Das Unternehmen ist im TA-100 Index an der Tel Aviv Stock Exchange gelistet.
Gegründet wurde das Unternehmen 1951. Als Mischkonzern ist Delek Group in 3 Bereichen tätig:
- Energiebranche: Gas- und Erdölexploration und -produktion in Israel, Russland, den Vereinigten Staaten (USA) sowie (über die Tochterfirma Ithaca Energy) in der Nordsee; Raffination und Distribution, sowie Meerwasserentsalzung; ca. 200 Tankstellen in Israel
- Autohandel: größter Automobilimporteur in Israel
- Finanzdienstleistungen: Versicherungen in den USA und Israel

Die Tätigkeiten der Gruppe im Immobiliensektor wurden abgespalten und im Rahmen eines spin off an die Aktionäre abgegeben.
Das Unternehmen wird von dem israelischen Unternehmer Yitzhak Tshuva kontrolliert; geleitet wird das Unternehmen von Idan Wallace. 2015 erwirtschaftete das Unternehmen einen Umsatz von 19,123 Milliarden Schekel (umgerechnet rund 4,47 Milliarden Euro).